# Tesomonoda
Tesomonoda är ett släkte av fjärilar. Tesomonoda ingår i familjen nattflyn.
Kladogram enligt Catalogue of Life:
| Tesomonoda | \| \| Tesomonoda derufata \| \| \| \| \| \| Tesomonoda endolopha \| \| \| \| |
|            | \| \| Tesomonoda derufata \| \| \| \| \| \| Tesomonoda endolopha \| \| \| \| |
|            | Tesomonoda derufata                                                          |
|            |                                                                              |
|            | Tesomonoda endolopha                                                         |
|            |                                                                              |